# NST (снайперская винтовка)
NST (азерб. NST) — азербайджанская крупнокалиберная снайперская винтовка продемонстрированная в 2016 году Министерством оборонной промышленности на международной оборонной выставке ADEX 2016.